# متراس

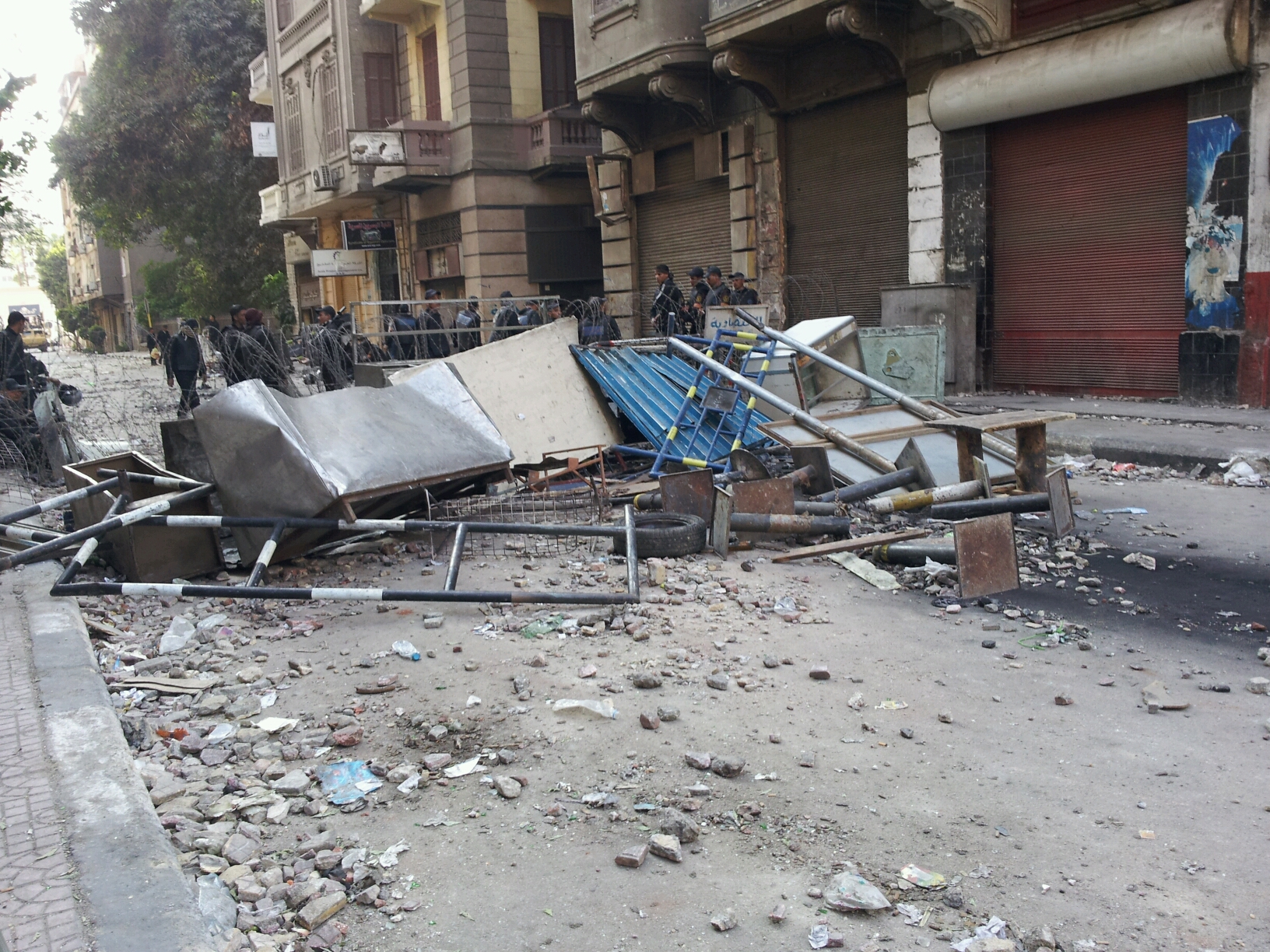
متراس لمنع المتظاهرين من الوصول لمقر وزارة الداخلية المصرية أثناء ثورة يناير.

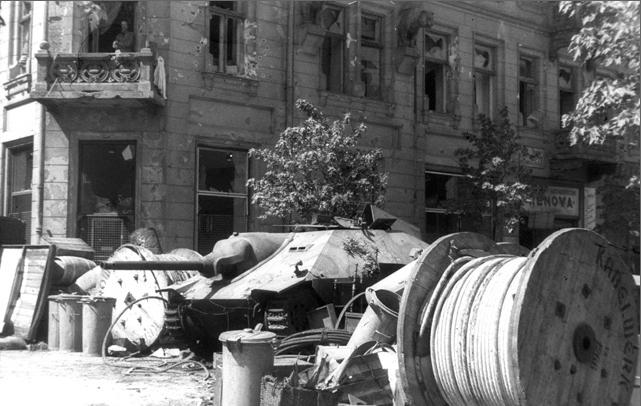
متراس

الحاجز أو المتراس جمع متاريس هو ما يوضع في طريق العدو لصده أو عرقلته.

## صور منوعة

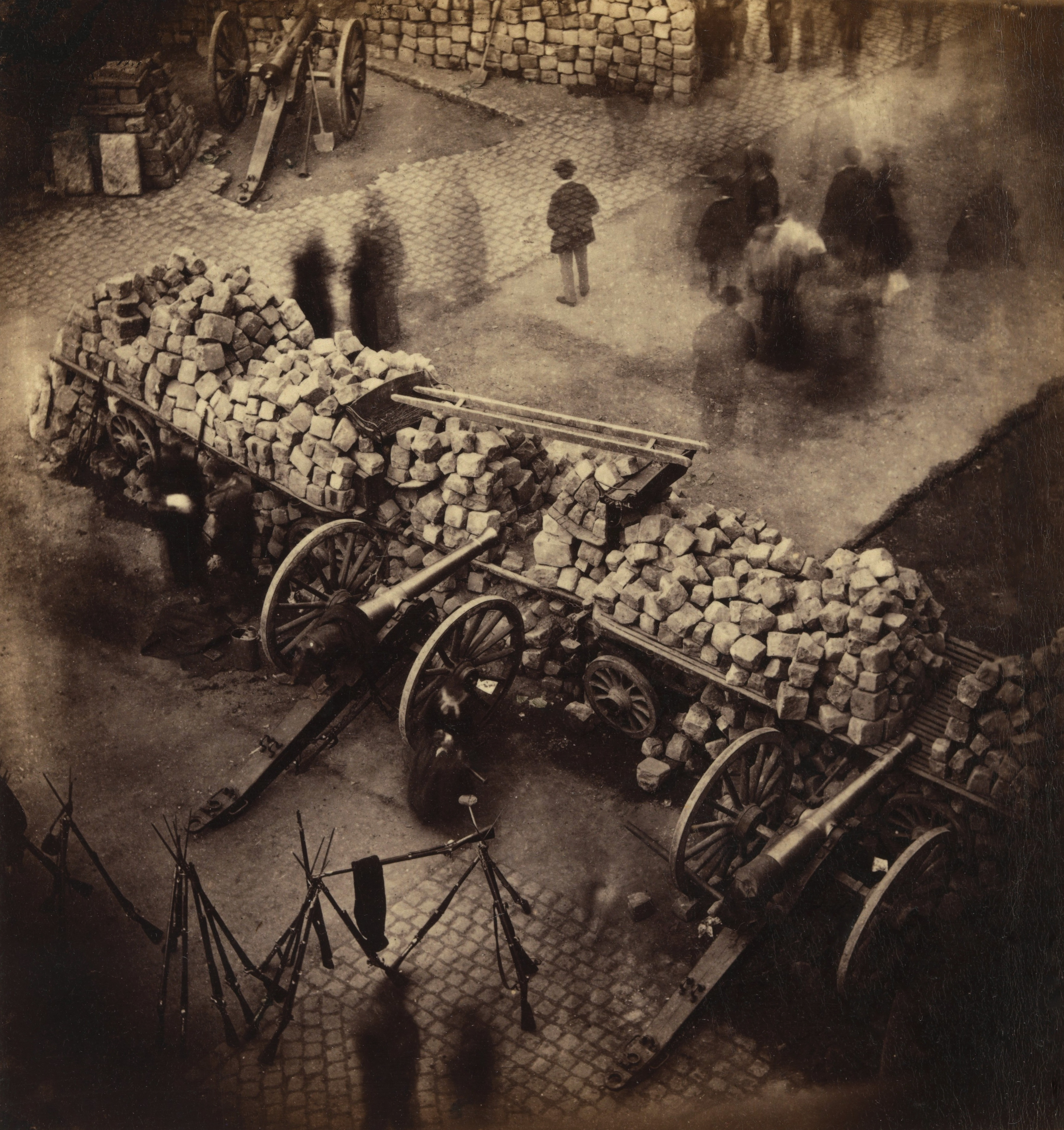
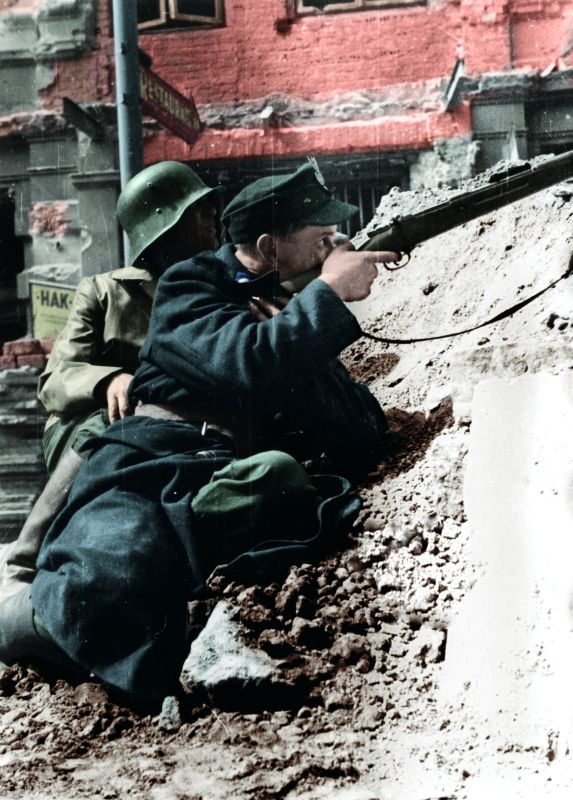
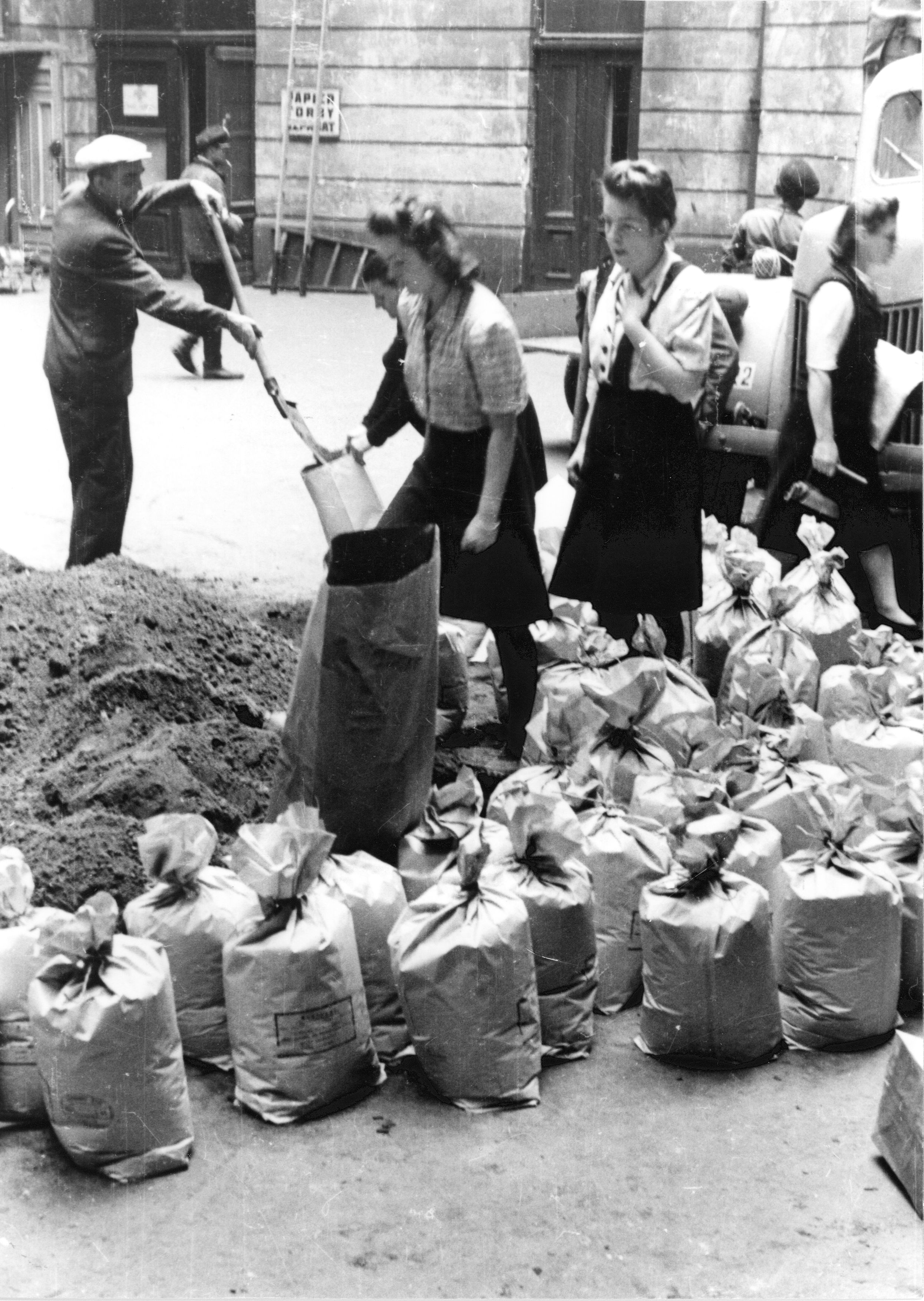
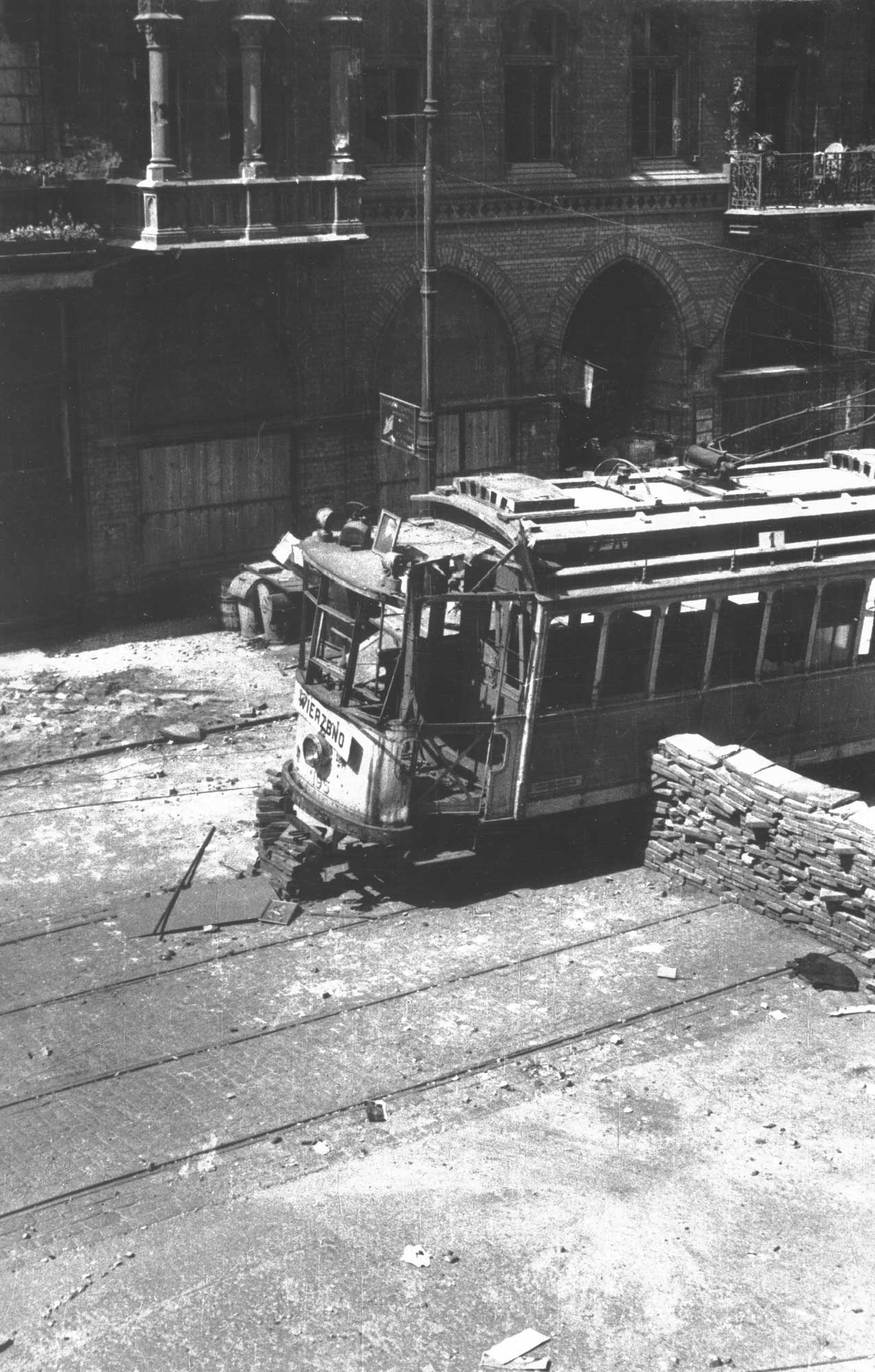
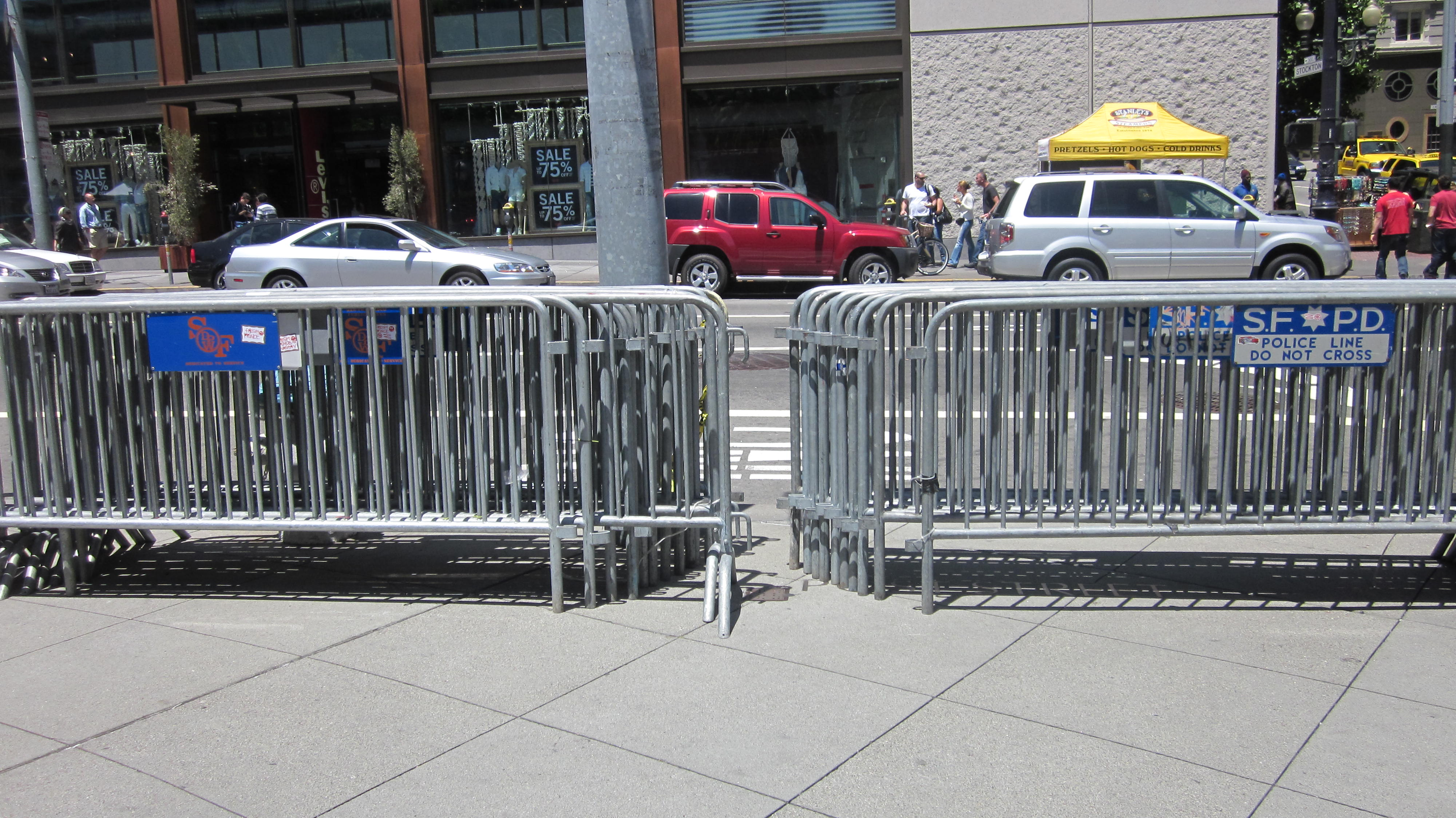
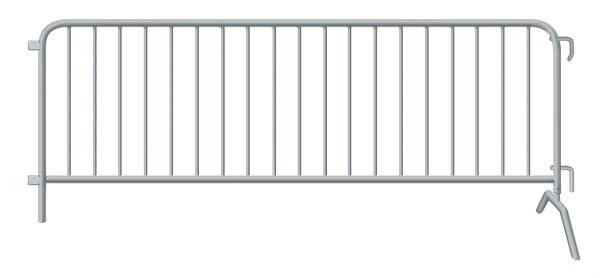
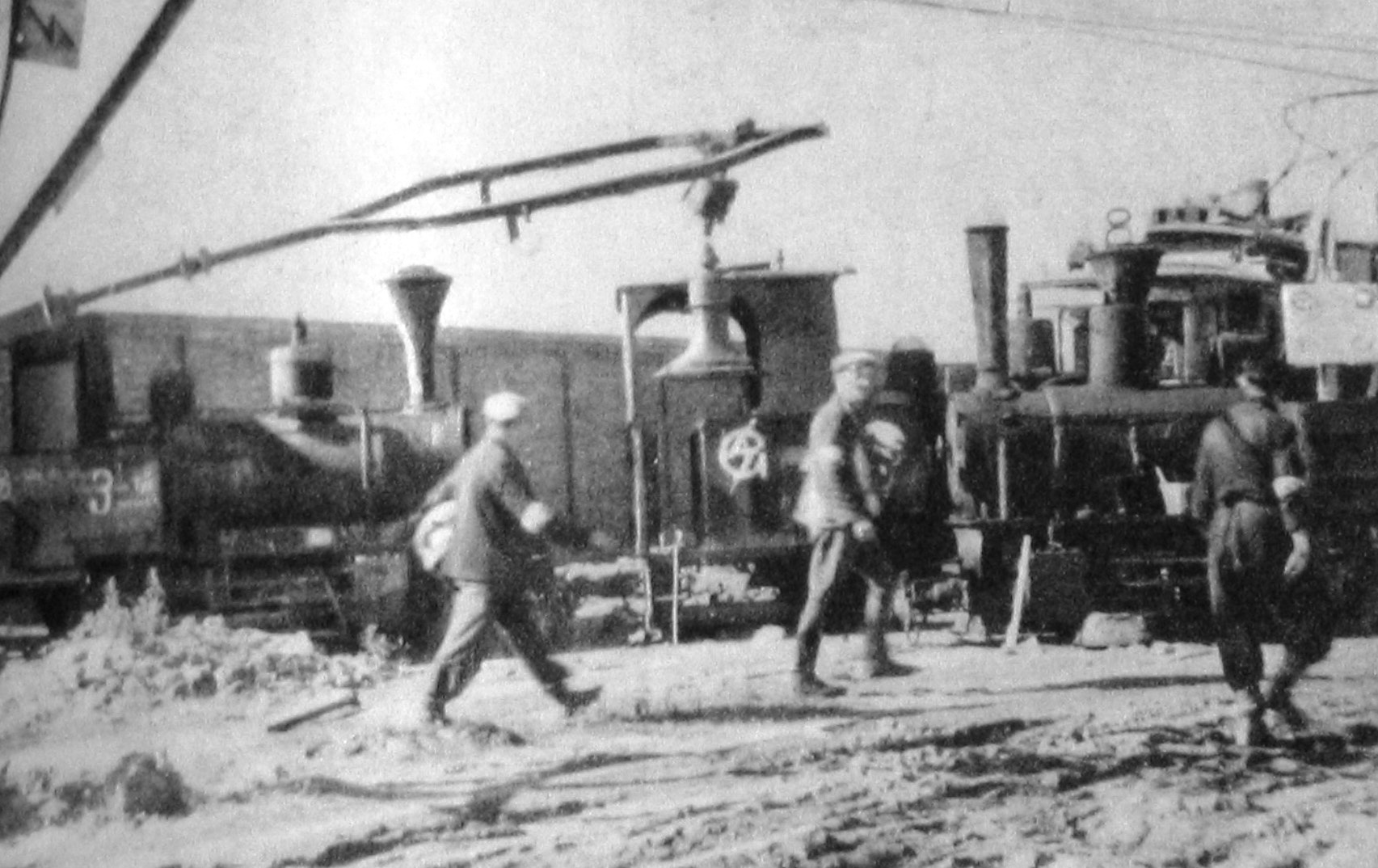
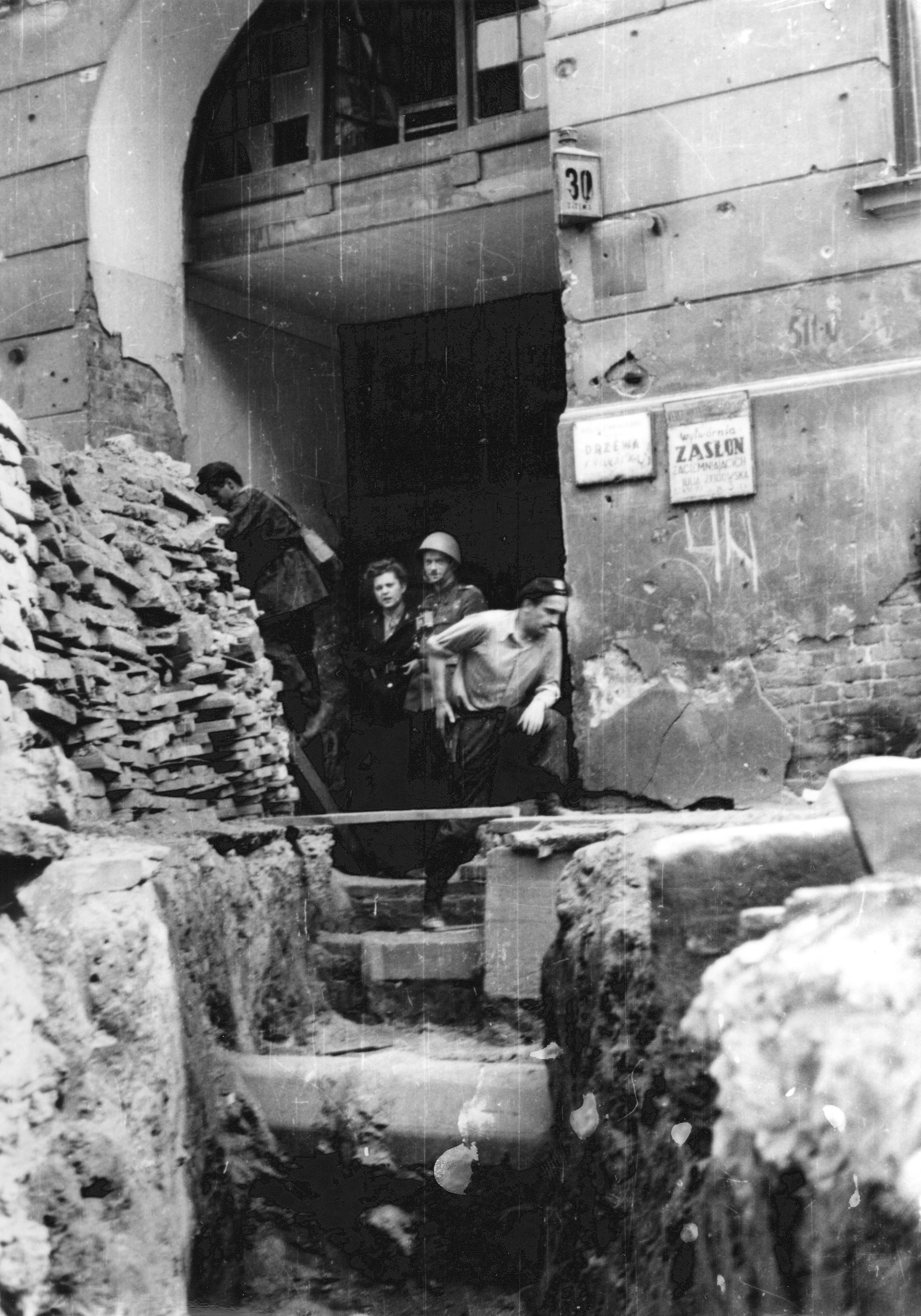
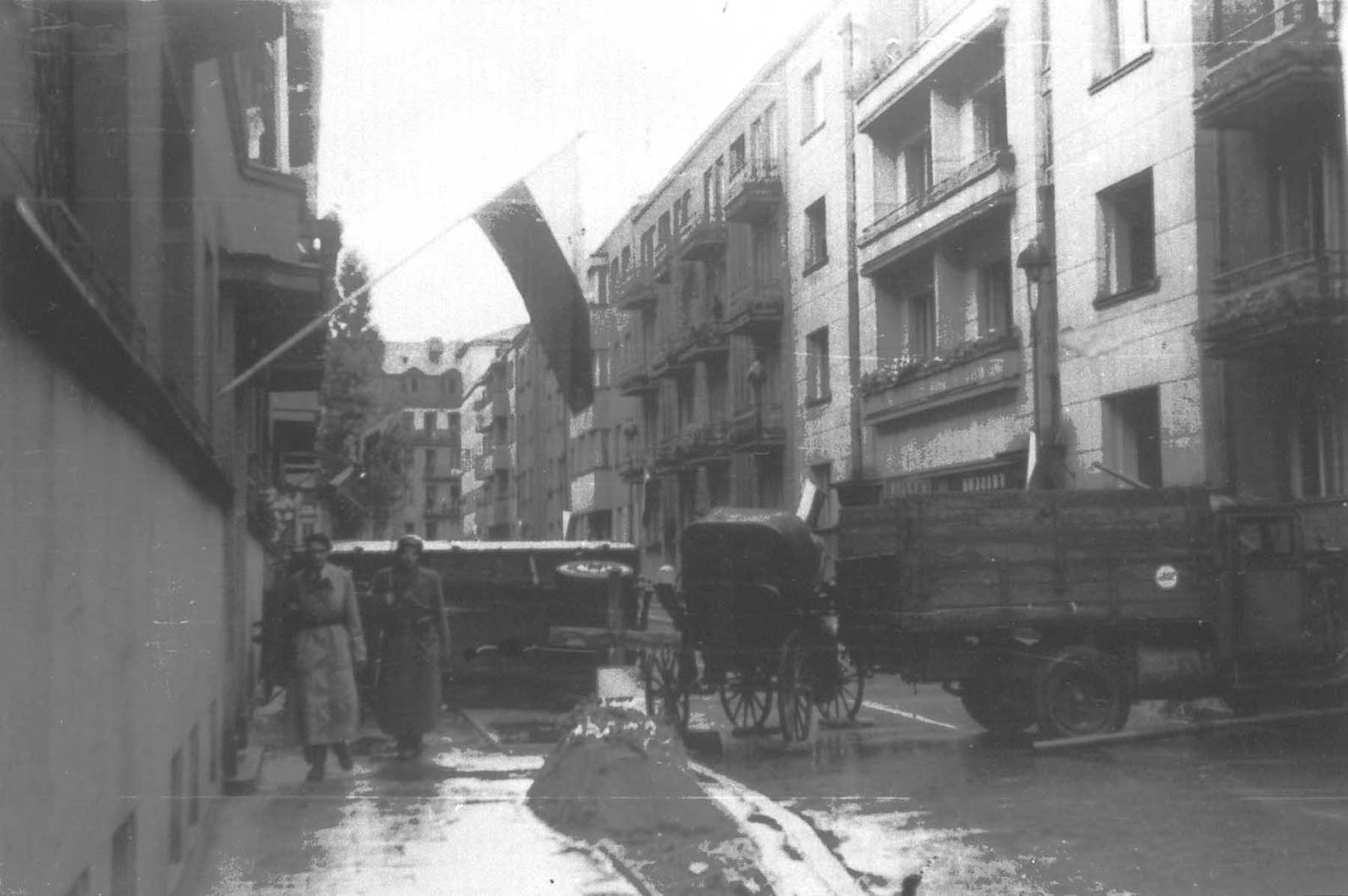
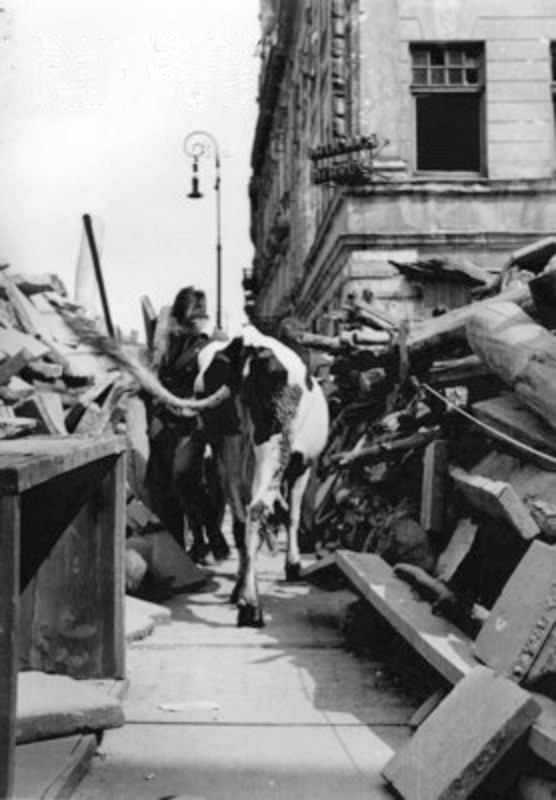

## مقالات ذات صلة
- قائمة الجدران